# Synagoge (Kandava)

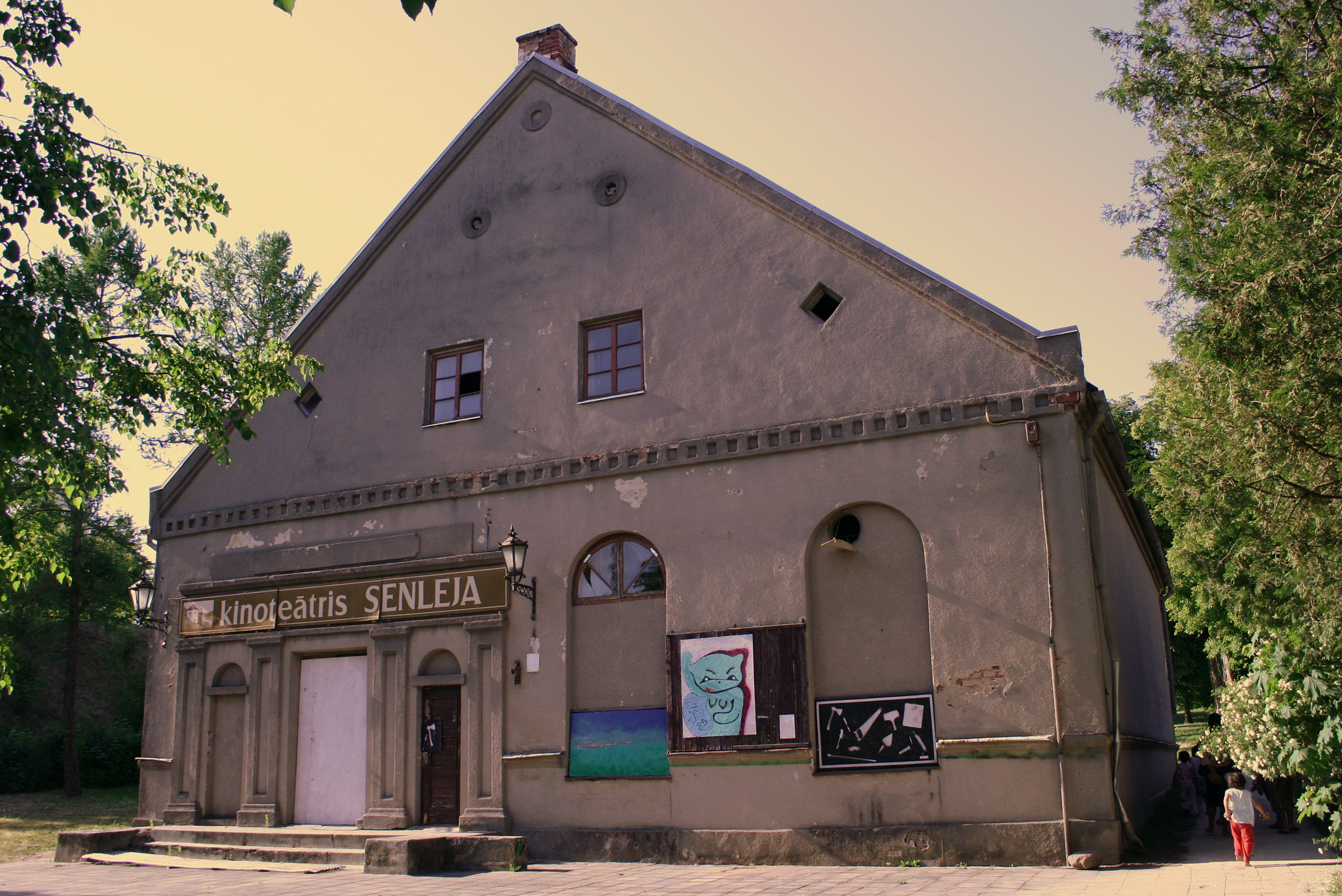
Ehemalige Synagoge in Kandava (2008)

Die Synagoge in Kandava, einer Stadt im Westen Lettlands, wurde 1880 errichtet und 1937 renoviert.
Durch den Überfall auf die Sowjetunion vom 22. Juni 1941 kam das gesamte Gebiet Lettlands bis zum 8. Juli 1941 in den Machtbereich des nationalsozialistischen Deutschlands. Damit begann die Vernichtung fast der kompletten dort ansässigen jüdischen Bevölkerung.
Nach dem Zweiten Weltkrieg wurde das Synagogengebäude als Lager genutzt und in den 1950er Jahren zu einem Kino umgebaut, das vor Jahren geschlossen wurde.
An der straßenseitigen Fassade erinnern die Rundbogenfenster und die zwei Portale, die von Pilastern gerahmt werden, an die ehemalige Nutzung des Gebäudes als Synagoge.